# Liste der Kulturdenkmale im Stadtbezirk Heidberg-Melverode
Die Liste der Kulturdenkmale im Stadtbezirk Heidberg-Melverode umfasst einen Teil der Kulturdenkmale im Braunschweiger Stadtbezirk Heidberg-Melverode, basierend auf dem Braunschweiger Leit- und Informationssystem BLIK und Veröffentlichungen der Denkmalschutzbehörde Braunschweig.

## Kulturdenkmale
| Bild           | Bezeichnung         | Lage                           | Beschreibung | Bauzeit         | Eingetragen seit | Denkmal- nummer |
| -------------- | ------------------- | ------------------------------ | --- | --------------- | ---------------- | --------------- |
| BW             | Alter Dorfkern      | Melverode Römerstraße Karte    | Der alte Ortskern von Melverode, das 1007 erstmals urkundlich erwähnt wurde. Der alte Ortskern wurde mit dem Abriss von alten Höfen zwischen 1960 und 1980 weitgehend zerstört. |                 |                  |                 |
| weitere Bilder | Braunschweig-Kolleg | Wolfenbütteler Straße 57 Karte | Erbaut für die Akademie für Jugendführung von 1937 bis 1939. | 1937–1939       |                  |                 |
| weitere Bilder | Nicolaikirche       | Melverode Kirchplatz 5 Karte   | Spätromanische dreischiffigen Hallenkirche. Datierung auf das 3. Jahrzehnt des 13. Jahrhunderts. Ersterwähnung 1237. Die Kirche hat mittelalterliche Fresken und hat einen quergestellten Turmriegel. | 13. Jahrhundert |                  |                 |
| weitere Bilder | Richmondpark        | Richmondweg Karte              | Nach den Plänen des englischen Gartenarchitekten Lancelot Capability Brown ab 1768 angelegt. Eines der frühesten Landschaftsgärten in Norddeutschland. Ab 1830 wurde der Park von Herzog Wilhelm nach Plänen von Burmester erweitert, dieser Teil hat sich jedoch nicht erhalten. Im 20. Jahrhundert erfolgte eine Vergrößerung des Parks und die Anlage des Spielmannsteiches. 2000 wurde ein Rundtempel aufgestellt. | ab 1768         |                  |                 |
| weitere Bilder | Schloss Richmond    | Wolfenbütteler Straße 55 Karte | Barockes Schloss, erbaut von 1768 bis 1769 nach Plänen des Baumeisters Carl Christoph Fleischer für die Prinzessin und spätere Herzogin Augusta. Als Grundriss hat das Schloss ein über Eck gestelltes Quadrat. | 1768–1769       |                  |                 |
| weitere Bilder | Südsee              | Grund Karte                    | Ein landschaftlich prägendes Naherholungsgebiet mit künstlichem See, das ab 1965 entstand. | 1965            |                  |                 |